# Згорње Партиње
Згорње Партиње је насељено место у општини Свети Јуриј в Словенских горицах, Подравска регија, Словенија.

## Историја
До територијалне реорганизације у Словенији било је у саставу старе општине Ленарт.

## Становништво
У попису становништва из 2011. године, Згорње Партиње је имало 569 становника.
| Број становника према пописима | Број становника према пописима | Број становника према пописима |
| ------------------------------ | ------------------------------ | ------------------------------ |
| 1991                           | 2002                           | 2011                           |
| 584                            | 583                            | 569                            |

Напомена: Године 1963 настала поделом и укидањем некадашњег насеља Партиње.